# Marco Bueno
Marco Antonio Bueno Ontiveros (Culiacán, 31 marzo 1994) è un ex calciatore messicano, di ruolo attaccante.

## Carriera

### Nazionale
Ha fatto parte della nazionale messicana Under-17 e della nazionale messicana Under-20. Nel 2011 ha vinto il campionato mondiale di calcio Under-17. Nel 2013 ha vinto il campionato nordamericano di calcio Under-20 2013 ed ha partecipato ai Mondiali Under-20, nei quali ha anche segnato un gol.
Viene convocato per le Olimpiadi 2016 in Brasile.

## Palmarès

### Club

#### Competizioni nazionali
- Coppa del Messico: 1

Monterrey: Apertura 2017

#### Nazionale
- Campionato mondiale Under-17: 1

2011
- Campionato nordamericano di calcio Under-20: 1

2013